# 陈鲁宁
陈鲁宁（？—），男，中华人民共和国外交官，现任中华人民共和国驻多米尼加共和国特命全权大使。

## 生平
陈鲁宁曾任外交部拉丁美洲和加勒比司参赞、驻秘鲁大使馆参赞、驻古巴大使馆政务参赞，后升任外交部拉丁美洲和加勒比司副司长。2023年4月，出任中华人民共和国驻多米尼加大使。